# Puchar Świata Siłaczy 2005: Denver
Puchar Świata Siłaczy 2005: Denver – czwarte w 2005 r. zawody
siłaczy z cyklu Pucharu Świata Siłaczy.
Data: 2 lipca 2005 r.

Miejsce: Denver, Kolorado  Stany Zjednoczone
Konkurencje:
WYNIKI ZAWODÓW:
| Miejsce | Zawodnik        | Kraj              | Punkty |
| ------- | --------------- | ----------------- | ------ |
| 1.      | Raivis Vidzis   | Łotwa             | 57,5   |
| 2.      | Glenn Ross      | Irlandia Północna | 57     |
| 3.      | Ralf Ber        | Austria           | 55     |
| 4.      | Tarmo Mitt      | Estonia           | 51     |
| 5.      | Grant Higa      | Stany Zjednoczone | 39     |
| 6.      | Chad Coy        | Stany Zjednoczone | 38,5   |
| 7.      | Ed Brost        | Kanada            | 37     |
| 8.      | Al Block        | Kanada            | 33     |
| 9.      | Antanas Abrutis | Litwa             | 26     |
| 10.     | Brian Irwin     | Irlandia Północna | 25     |
| 11.     | Scott Cummine   | Kanada            | 21     |
| 12.     | John Beatty     | Stany Zjednoczone | 19     |